# Севитски, Анне
Анне Эстенсен Севитски (норв. Anne Østensen Sewitsky; род. 12 января 1978, Осло, Норвегия) — норвежская режиссёр кино и телевидения, сценаристка и телепродюсер.

## Биография
Росла в Ставерне, училась в норвежской киношколе. У Анне Севитски есть американские корни. Имеет ряд наград за короткометражные и полнометражные фильмы. В январе 2011 года Анне Севитски победила на кинофестивале «Сандэнс» с фильмом «Счастлива до безумия». Через месяц того же года, в феврале, Анне Севитски представила на Берлинском кинофестивале фильм «Йорген + Анна = любовь», который был признан одной из её лучших кинокартин.

## Фильмография

##### Режиссёр
| Год  | Название                                          |
| ---- | ------------------------------------------------- |
| 2006 | Hjerteklipp (короткометражка)                     |
| 2008 | Oh My God! (короткометражка)                      |
| 2008 | Голубое небо (сериал)                             |
| 2010 | Счастлива до безумия                              |
| 2011 | Koselig med peis                                  |
| 2011 | Йорген + Анна = любовь                            |
| 2012 | Helt perfekt (сериал)                             |
| 2015 | Ближайший                                         |
| 2017 | Монстр (сериал, 4 эпизода)                        |
| 2018 | Белый лебедь / Sonja                              |
| 2019 | Чёрное зеркало (сериал, 1 эпизод)                 |
| 2019 | Касл-Рок (сериал, 2 эпизода)                      |
| 2020 | Земля монстров (сериал, 1 эпизод)                 |
| 2021 | Очень британский скандал (мини-сериал, 3 эпизода) |
| 2024 | Презумпция невиновности (мини-сериал, 3 эпизода)  |

##### Сценарист
| Год  | Название                        |
| ---- | ------------------------------- |
| 2008 | Голубое небо (сериал, 1 эпизод) |
| 2010 | Счастлива до безумия            |
| 2015 | Ближайший                       |
| 2017 | Монстр (сериал, 7 эпизодов)     |